# Manuripia
Manuripia es un género de hongos en la familia Marasmiaceae. Es un género monotípico, que únicamente contiene la especie Manuripia bifida, nativa de América del Sur.